# Ira!
Ira! est un groupe brésilien de punk rock, originaire de São Paulo, dans l'État de São Paulo. Le groupe annonce sa séparation en septembre 2007, mais revient sur scène en 2014. Ils comptent parmi les plus grands succès du rock brésilien, avec notamment les morceaux Núcleo Base, Mudança de Comportamento, Tolices, Envelheço na Cidade, Dias de Luta, Tarde Vazia, O Girassol, Eu Quero Sempre Mais et Flores em Você, le thème d'ouverture du feuilleton O Outro de la chaîne de télévision Rede Globo, en 1987. Le nom du groupe est inspiré de l'Armée républicaine irlandaise (IRA).
Après s'être retiré des médias dans les années 1980 parce qu'il préférait rester attaché à ses racines punk, Ira! revient sur le devant de la scène avec la sortie de l'album live Acústico MTV en 2004.

## Histoire

### Origines et formation
À la fin des années 1970, Edgard Scandurra, fasciné par le punk rock et à la recherche de ce son, se rend à des concerts en périphérie de la ville pour échanger des informations avec les gens. C'est alors qu'Edgard et son ami Dino Nascimento décident de monter un groupe qui joue du punk, sans oublier Led Zeppelin et Jimi Hendrix. Le groupe Subúrbio naît alors. Régis Tadeu, désormais critique musical, fait partie du groupe en tant que batteur.
À l'époque, Edgard étudie au collège Brasílio Machado, où il rencontre Marcos Valadão Ridolfi, surnommé Nasi. Bien qu'il ne le connaisse pas, Edgard aime sa façon de s'habiller et, lors d'une de ces rencontres, les deux hommes finissent par se rencontrer et devenir amis. Plus tard, Edgard demande à Nasi de participer à Subúrbio. En 1980, Edgard est appelé sous les drapeaux et c'est là qu'il compose N. B. (Núcleo Base).
En 1981, Nasi appelle son ami Edgard pour un concert à la PUC-SP et Ira naît, toujours sans point d'exclamation. Le groupe est complété par le batteur Fábio Scattone et le bassiste Adilson Fajardo. Comme il y avait beaucoup d'erreurs sur le nom, un point d'exclamation est ajouté pour tenter de mettre fin aux autres interprétations, le transformant ainsi en « Ira! » Le nom du groupe est inspiré de l'Armée républicaine irlandaise (IRA). Deux ans plus tard, le producteur Pena Schmidt découvre le groupe, qui comprend à l'époque Charles Gavin (qui deviendra membre de Titãs) à la batterie et Dino (un camarade de l'ancien groupe Subúrbio) à la contrebasse, et l'emmène chez Warner, où Ira! enregistre son premier CD, IRA, qui comprend les morceaux Gritos na Multidão et Pobre Paulista.

### Débuts
En mars 1985, après avoir remplacé Dino par Ricardo Gaspa et Charles Gavin par l'ex-titulaire André Jung, Ira! enregistre son premier album Mudança de Comportamento, composé de 11 titres, dont Núcleo Base, Ninguém Precisa de Guerra, Longe de Tudo et Ninguém Entende um Mod. L'année suivante, avec un plus grand prestige à l'intérieur et à l'extérieur du label, le groupe sort l'album Vivendo e Não Aprendendo. L'album, sorti en septembre, contient des titres tels que Envelheço na Cidade, Vitrine Viva, Pobre Paulista et Gritos na Multidão, les deux derniers ayant été enregistrés en direct sur Broadway à São Paulo. La chanson Flores em Você fait partie de la bande sonore du feuilleton O Outro de Rede Globo. L'album est un succès et se vend à 200 000 exemplaires.
Dans les premiers mois de 1988, le groupe refait surface avec la sortie de l'album Psicoacústica, le 11 mai 1988. Parmi les huit longs morceaux, on trouve Rubro Zorro, Manhãs de Domingo, Farto de Rock 'n' Roll, et un rap qui fait froid dans le dos, Advogado do Diabo. En attendant le quatrième album, Edgard Scandurra enregistre un album solo intitulé Amigos Invisíveis, sur lequel il joue de tous les instruments.

### Années 1990–2000
En mai 1998, Ira! sort Você Não Sabe Quem Eu Sou. Quittant le label Paradoxx, Ira! développe l'embryon de ce qui deviendra leur neuvième album en produisant un CD démo, basé sur des reprises, qui conduira finalement le groupe chez Abril Music. En novembre 1999, Ira! sort l'album de reprises Isso É Amor, porté par le succès de la ballade Bebendo vinho, de Wander Wildner.
En 2000, le groupe sort MTV ao Vivo, enregistré au mémorial de l'Amérique latine pour célébrer son vingtième anniversaire. Ira! se produit à Rock in Rio III, en 2001, avec le groupe Ultraje a Rigor devant 250 000 spectateurs. Ricardo Gaspa lance son projet parallèle de surf music Huntington Bitches. Toujours en 2001, le groupe sort l'album Entre Seus Rinsins, avec seulement des chansons inédites. En 2004, ils sortent Acústico MTV, qui comprenait quatre titres inédits ainsi que des apparitions d'invités de trois générations différentes : Os Paralamas do Sucesso, Samuel Rosa et Pitty. En 2007, revenant à des inédits, le groupe sort l'album Invisible DJ En tout, l'album contient 12 titres, dont un réenregistrement de Feito Gente, composé par Walter Franco dans les années 1970.

### Depuis les années 2010

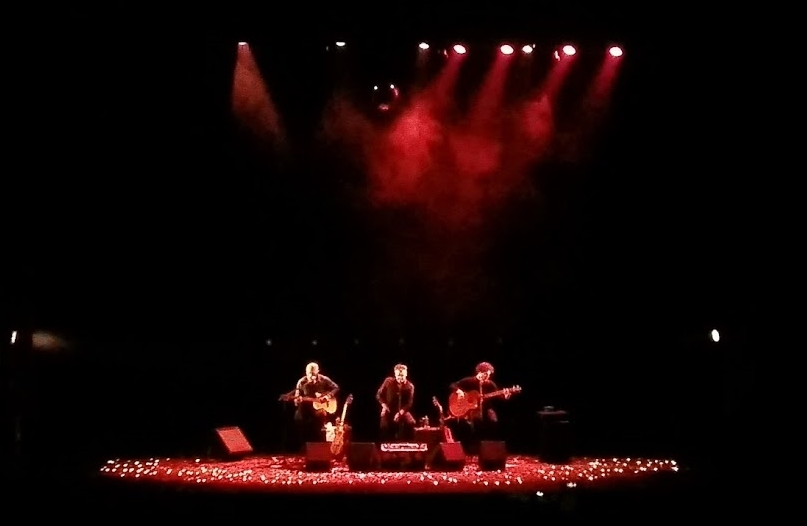
Ira! durant sa tournée Ira! Folk à Belo Horizonte en 2016.

Le 27 juin 2012, Nasi et Airton Valadão Júnior, le frère du chanteur et l'ancien manager du groupe, ont annoncé à la presse qu'ils s'étaient réconciliés après cinq ans de conflits publics et juridiques. Les frères mettent fin aux procès qui les opposaient et la marque Ira! qui appartenait à Júnior revient à Nasi. À la mi-2013, Nasi et Edgard Scandurra renouent leur amitié. La réconciliation est célébrée lors d'un concert de bienfaisance organisé le 30 octobre de la même année à l'Espaço Traffô, situé dans le quartier de Vila Olímpia à São Paulo. Paulo Ricardo, Arnaldo Antunes, le trompettiste Guizado, ainsi qu'un groupe d'accompagnement composé du multi-instrumentiste Johnny Boy aux claviers, de Daniel Scandurra, fils d'Edgard, à la basse, et de Felipe Maia, du groupe Marrero, à la batterie, participent à l'événement. Les recettes de l'événement ont été reversées à l'école NANE, spécialisée dans l'accueil d'enfants ayant des difficultés d'apprentissage. Après ce spectacle, la possibilité d'un retour définitif sur scène set fait jour.
Après une pause de sept ans, le groupe annonce son retour officiel en janvier 2014, mais sans la présence d'André Jung et de Ricardo Gaspa, membres de la formation classique. Le concert officiel de retour a lieu lors de l'ouverture de la 10e édition de la Virada Cultural, devant l'Estação da Luz à São Paulo,. En 2016, le groupe entame la tournée Ira! Folk, dans un format intimiste, avec seulement des guitares acoustiques et une basse. Le concert sort en DVD en novembre 2017, en partenariat avec Canal Brasil,. En 2018, le groupe donne des concerts commémorant le 30e anniversaire de l'album Psicoacústica, jouant le disque dans son intégralité,.
En février 2020, ils sortent le morceau O amor também faz errar, leur premier nouveau single depuis leur retour,,,.

## Discographie

### Albums studio
- 1985 : Mudança de Comportamento
- 1986 : Vivendo e Não Aprendendo
- 1988 : Psicoacústica
- 1990 : Clandestino
- 1991 : Meninos da Rua Paulo
- 1993 : Música Calma para Pessoas Nervosas
- 1995 : 7
- 1998 : Você Não Sabe Quem Eu Sou
- 1999 : Isso é Amor
- 2001 : Entre Seus Rins
- 2007 : Invisível DJ
- 2020 : IRA

### Albums live
- 2000 : MTV ao Vivo: Ira!
- 2004 : Acústico MTV: Ira!
- 2007 : Invisível DJ (live en studio)
- 2011 : Ira! e Ultraje a Rigor ao Vivo no Rock in Rio (avec Ultraje a Rigor)
- 2017 : Ira! Folk (Ao Vivo em São Paulo - Março 2017)